# Last Ninja 2: Back with a Vengeance
Last Ninja 2: Back with a Vengeance è un videogioco isometrico di avventura dinamica, sequel di The Last Ninja, originariamente sviluppato e pubblicato nel 1988 dalla System 3 per Commodore 64. Nel 1988-1990 uscì anche per i computer Amiga, Amstrad CPC, Amstrad PCW, Atari ST, BBC Micro, Electron, MS-DOS, ZX Spectrum e per la console Nintendo Entertainment System. È chiamato solo Last Ninja 2 nelle schermate delle versioni a 8 bit e sulle copertine delle edizioni americane, pubblicate da Activision. La versione per NES, edita da Jaleco USA, è intitolata The Last Ninja come il gioco precedente, che non è mai uscito per NES. 
Un prototipo funzionante per la console Konix Multisystem, mai entrata in produzione, venne recuperato nel 2015.
Last Ninja 2, così come il precedente The Last Ninja, fu in genere un grosso successo di critica e pubblico.
La colonna sonora è stata firmata da Matt Gray.
Una versione con aggiornamenti estetici uscì come Last Ninja Remix (Ninja Remix in copertina, Last Ninja 2 Remix su Amstrad) per Amstrad CPC, Commodore 64 e ZX Spectrum nel 1990. Last Ninja Remix per C64 uscì anche su cartuccia compatibile con C64GS.
Il seguito vero e proprio fu Last Ninja 3: Real Hatred Is Timeless (1991).

## Trama
Il maestro ninja Armakuni, reduce dalla sconfitta del malvagio Shōgun Kunitoki (avvenuta nel titolo precedente), sta istruendo nuovi discepoli quando, inaspettatamente, si ritrova per magia trasportato dal medioevo alla New York contemporanea. La scena è descritta nel manuale e, nella versione Last Ninja Remix, anche da un'animazione introduttiva. Armakuni capisce di essere giunto in questo luogo sconosciuto per volontà divina, per combattere nuovamente Kunitoki. Anch'egli infatti si è trasportato magicamente qui e ha stabilito un'organizzazione criminale.
Il gioco inizia quando Armakuni si ritrova, solo e disarmato, sul palco musicale di Central Park. Dovrà rintracciare Kunitoki e affrontare diversi scagnozzi e poliziotti corrotti. Si avventura nel parco, poi sulle strade, nelle fogne dove affronta anche un coccodrillo, nello scantinato del palazzo dove gli avversari fabbricano droga, negli uffici soprastanti fino a impadronirsi di un elicottero sul tetto, con il quale raggiunge la magione segreta del nemico, nel cui tempio avviene lo scontro finale con Kunitoki.

## Modalità di gioco
Il gioco riprende in buona parte lo stesso sistema di gioco di The Last Ninja, ed è diviso in sette livelli di ambientazione urbana. Ogni livello è un insieme di luoghi con visuale isometrica a schermo fisso, collegati in modo non lineare. Lo scopo è raggiungere l'uscita dopo aver compiuto le giuste azioni e risolto gli specifici enigmi. In ogni schermata può essere presente un solo avversario, che si può cercare di sconfiggere in stile picchiaduro o di evitare.
Il sistema di controllo è piuttosto complicato da padroneggiare, ma è stato migliorato rispetto al primo episodio. Il ninja si può muovere nelle quattro direzioni (orientate in diagonale) e camminare anche all'indietro. Si possono fare salti con capriola e ci sono alcuni ostacoli da evitare in questo modo, ma sono ridotti i salti con precisione millimetrica necessari nel primo Last Ninja. Si trovano oggetti da raccogliere, più o meno nascosti nello scenario. Tramite tasti si possono selezionare separatamente l'oggetto e l'arma da usare, tra quelli in proprio possesso; solo quelli selezionati sono visibili nel pannello informativo. In combattimento inizialmente sono disponibili solo calci e pugni, poi ci si può procurare nunchaku, shuriken, spada e asta. Un indicatore a forma di spirale rappresenta l'energia vitale del protagonista e un'altra spirale simile rappresenta l'energia dell'eventuale avversario presente su schermo.
La versione Last Ninja Remix è sostanzialmente lo stesso gioco, ma si distingue per la sequenza animata introduttiva, la grafica del pannello informativo esterno alla visuale di gioco, e la colonna sonora modificata.

## Accoglienza
Last Ninja 2, come già il suo predecessore, fu un grande successo. Secondo Mark Cale, fondatore della System 3, solo per il Commodore 64 vennero vendute complessivamente 5,5 milioni di copie, superando i circa 4 milioni di The Last Ninja, anche grazie al fatto che il seguito uscì quando il C64 come sistema era al suo apice storico in termini di vendite.
Last Ninja 2 è generalmente considerato il miglior titolo della trilogia di Last Ninja, e migliorò sotto molti aspetti il gameplay del predecessore.
Al lancio del gioco venne prodotta un'edizione limitata che includeva anche un finto shuriken e una maschera da ninja. Sempre secondo Mark Cale, lo shuriken risultò un po' troppo rigido e alcuni negozi rifiutarono di vendere l'edizione per questioni di sicurezza. Il titolo era molto atteso dal pubblico, e al lancio capitò che si formassero code di persone che aspettavano l'apertura dei negozi per accaparrarselo.
Last Ninja 2 per C64, Amstrad e Spectrum vinse il premio francese Tilt d'or 1989 nella categoria miglior gioco d'azione/avventura.
Nel 1994 arrivò 11° nella classifica dei migliori giochi per C64 votati dai lettori della rivista Commodore Format. Nella classifica dei lettori di Retro Gamer del 2004, assoluta per tutti i formati, arrivò 68°.
L'apprezzamento della critica fu soprattutto per le originali versioni a 8 bit, mentre le successive conversioni per i più potenti computer a 16 bit (Amiga, ST, DOS) erano a volte considerate meno all'altezza delle potenzialità delle macchine.